# Trojan Eddie
Trojan Eddie è un film del 1996 diretto da Gillies MacKinnon.

## Riconoscimenti
- Festival Internazionale del Cinema di San Sebastián
  - Concha de Oro